# Abe Bernstein
Abe Bernstein (* um 1892; † 7. März 1968 in Detroit) war ein amerikanischer Mobster in Detroit, der heute der Kosher Nostra zugerechnet wird. Er war der Anführer der Purple Gang.

## Familie
Abe Bernstein hatte drei Brüder:
- Raymond Bernstein aka Raymond Shapiro
- William Joseph „Bugs Bill“ Bernstein aka Bill Bursteinowicz
- Isadore „Izzy“ Bernstein.

## Leben

### Frühe Jahre
Abe und seine Brüder waren Sprösslinge der Familie Bernstein aus New York City. In ihrer Teenagerzeit kamen sie nach Detroit in Michigan und traten dort einer Straßenbande bei, die zum Vorläufer der späteren Purple Gang werden sollte. Vor der Prohibition in den Vereinigten Staaten bis 1920 stiegen Abe und seine Brüder zu führenden Mitgliedern der Bande auf. Bald genoss die Purple Gang durch diverse Gewalttätigkeiten eine einschlägige Reputation; trotzdem wurden sie von der Polizei kaum belästigt, da ihre Opfer in der Regel andere Mobster waren; u. a. Mitglieder der rivalisierenden Litte-Jewish-Navy-Bande.

### Alkoholprohibition
Während der Prohibition ab 1920 waren die Bernsteins mit erfahrenen Kriminellen wie Charles Leiter und Henry Shorr verbündet.
Drei Tage nach der Ermordung des Polizisten Vivian Welsh wurden Abe Bernstein und zahlreiche andere Mitglieder der Purple Gang verhaftet, da das Chevrolet-Coupé seines Bruders Raymond in die Tat verwickelt war. Abe wurde jedoch bald freigelassen; u. a. war in der Presse von Schmiergeldzahlungen, die Welsh von Alkoholschmugglern und in den Speakeasy erpresst haben soll, berichtet worden. Ab diesem Zeitpunkt befanden sich Abe und seine Brüder unter ständiger polizeilicher Aufsicht, und einige Jahre später konnte sein Bruder Raymond in einem anderen Mordfall angeklagt werden.
Im März 1928 wurde Abe zusammen mit seinen Brüdern Raymond und Irving, Irving Milberg, Eddie Fletcher, Joe Miller, Abe Kaminsky und den Brüdern Abe und Simon Axler angeklagt, Schutzgeld von Reinigungsfirmen gefordert zu haben.
Dabei hatte die Polizei Abe Bernstein zunächst nicht aufgreifen können, da er sich auf der Atlantic City Conference des National Crime Syndicate befand, die durch Meyer Lansky und Lucky Luciano organisiert worden war. Als er zurückkehrte, konnte er durch die Zahlung von 500 US-Dollar Strafe eine Haftstrafe abwenden.

### Valentinstag-Massaker
Abe Bernstein und seine Bande waren als Alkoholschmuggler vor allem auch als Gehilfen für das Chicago Outfit tätig und ein wichtiges logistisches Glied in der Schmuggelkette von kanadischem Whiskey für Al Capone. Demnach soll es eine Ladung von Bernstein gewesen sein, auf die Mitglieder (so eine These) der North Side Gang gewartet hätten, als sie im Valentinstag-Massaker ermordet wurden. Der mutmaßlicher Haupttäter Fred Burke war bereits 1926 in Detroit für die Purple Gang in ähnlicher Weise mit einer Maschinenpistole tätig gewesen.

### Glücksspiel
Wie viele andere ehemalige Alkoholschmuggler stieg Bernstein nach dem Ende der Prohibition in das Glücksspiel ein. Er soll in Miami mit Mobstern wie Joe Adonis und Meyer Lansky zusammengearbeitet haben und war bis zu seinem Tode 1968 an zahlreichen dortigen Kasinos beteiligt.